# 村田一郎
村田 一郎（むらた いちろう、1857年11月1日〈安政4年9月15日〉 - 1938年〈昭和13年〉3月30日）は、日本の実業家。台湾纖維・東北板紙・京浜電力・田川炭礦・吉林林業の各取締役、東京高等工業学校商議員などを務めた。

## 経歴
1857年（安政4年）9月、薩摩藩の鹿児島で林甚左衛門の二男として生まれ、1859年村田一郎兵衛の養子となる。維新後、上海で英語を学び、アメリカへ渡った。
帰国後叔父である林徳左衛門が興した三田製紙所の副社長として製紙業に従事した。日本のエネルギー源として水力に着目した村田は、豊富な水資源がある静岡県富士に1887年（明治20年）富士製紙株式会社を設立。後に渋沢栄一の王子製紙と業界を二分する製紙会社となり、二代目社長に就任した。1906年には現在の相模原市を流れる道志川に水力発電所の設置を求めたが、認可されなかった。娘婿の吉村三木太郎がこの事業を継いだ。
村田自らアメリカから輸入した砕木機（グラインダー）での低コストの製紙法は日本初の試みで、製紙業界に大きな功績を残した。鎌倉の由比ヶ浜に建てた別荘は「かいひん荘鎌倉」というホテルとして現存している。

## 親族
二女のゆうは、衆議院議員や外務省翻訳官、明治法律学校、東京専門学校で講師をつとめた野沢武之助に嫁いだ。
俳優鶴田真由は玄孫にあたる。曽祖父は村田の四女と結婚した吉村三木太郎で、吉村は昭和初期に台湾の恒春にサイザル麻の工場を開いた実業家である。この吉村の祖父が新撰組に参加した桑名藩士の森陳明。